# Répcelak
Répcelak  este un oraș în districtul Sárvár, județul Vas, Ungaria, având o populație de 2.726 de locuitori (2011). 

## Demografie
Componența etnică a orașului Répcelak
     Maghiari (98,67%)
     Necunoscut (0,58%)
     Germani (0,76%)
     Alții (0,58%)
Componența confesională a orașului Répcelak
     Romano-catolici (39,33%)
     Luterani (24,8%)
     Fără religie (2,38%)
     Reformați (1,06%)
     Necunoscută (32,06%)
     Atei (0,37%)
     Alte religii (0,37%)
Conform recensământului din 2011, orașul Répcelak avea 2.726 de locuitori. Din punct de vedere etnic, majoritatea locuitorilor (98,67%) erau maghiari. Apartenența etnică nu este cunoscută în cazul a 0,58% din locuitori. Nu există o religie majoritară, locuitorii fiind romano-catolici (39,33%), luterani (24,8%), persoane fără religie (2,38%) și reformați (1,06%). Pentru 32,06% din locuitori nu este cunoscută apartenența confesională.